# Ahn Jung-hwan
Ahn Jung-hwan (hangul: 안정환, hanja: 安貞桓), född 27 januari 1976 i Paju, Gyeonggi i Sydkorea, är en sydkoreansk före detta fotbollsspelare som är mest känd för att ha gjort golden goal-målet för Sydkorea mot Italien som tog dem till kvartsfinal i fotbolls-VM 2002.

## Målets konsekvenser
Då spelade Ahn på lån hos italienska Perugia från Busan I'cons, och hade inte övertygat i Perugia. Hans övertidsnick som slog ut Italien ur VM gjorde att Perugias ägare Luciano Gaucci bröt kontraktet med Ahn med orden: "Jag tänker inte betala ut lön till någon som har förstört italiensk fotboll." Guus Hiddink kommenterade att det var ett barnsligt beteende och Gaucci meddelade senare att Ahn gärna fick stanna kvar i klubben. Ahn tackade dock nej till erbjudandet.

## Övergången till Europa
Ahn försökte stanna i en europeisk klubb men misslyckades och återvände till Asien. Han spelade för J. Leagues Shimizu S-Pulse en säsong innan han flyttade till Yokohama F. Marinos för en säsong till i ligan. Därefter gick han till franska FC Metz i juli 2005.
I januari 2006 bjöds Ahn in till engelska Blackburn Rovers för att träna med dem och eventuellt övergå till klubben. Ahn tackade dock nej och ville inte träna utan att definitivt övergå till klubben.

### Duisburg

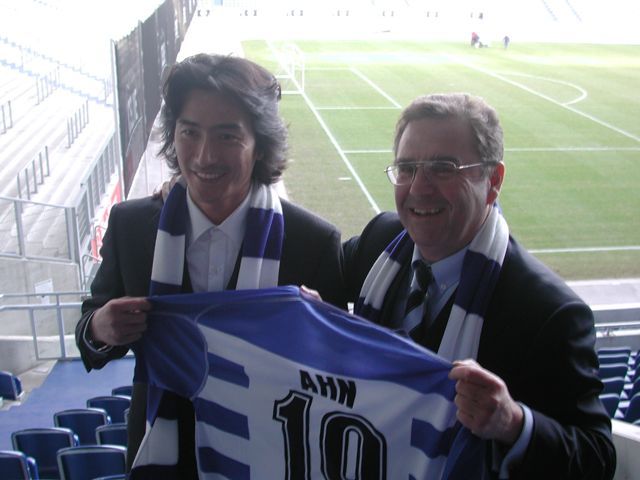
Ahn vid övergången till MSV Duisburg.

I februari samma år kom han överens med tyska MSV Duisburg om ett 17 månader långt kontrakt. Klubben relegerades dock från Bundesliga innan kontraktet hade gått ut. Ahn sökte sig till andra europeiska klubbar, bl.a. skotska Hearts  of Midlothian, men var orolig över vem den nye tränaren skulle bli och således blev det aldrig någonting av övergången. En paragraf i kontraktet med Duisburg sade att han kunde köpas loss från klubben för 500 000 euro och det ryktades att tre tyska klubbar och tre Premier League-klubbar var beredda att betala summan.

### Återvändon till Asien
Ahn lyckades inte hitta någon ny klubb i Europa och återvände till en av de asiatiska toppklubbarna; Suwon Samsung Bluewings skrev på ett ettårskontrakt med honom i januari 2007. Han gjorde sitt första mål för säsongen för Suwon mot Daejeon Citizen i 18:e minuten genom en pass från Lee Kwan-Woo. Han gjorde sedan det andra målet i matchen i 39:e minuten efter en nästan 30 meter lång pass från Lee. I 82:a minuten gjorde han till slut ett hat-trick efter en genomskärare från de Souza. Detta skedde i Ahns tredje match för säsongen och Bluewings vann matchen med 4–0 med ytterligare ett mål av de Souza.

## Privatliv
Ahn är gift med f.d. fröken Sydkorea, Lee Hye-won. De har en dotter född 2004 och en son född 2008.

### Fotnoter
1. ↑  ”Hiddink condemns 'childish' Perugia”. BBC Sports. 20 juni 2002. http://news.bbc.co.uk/sport3/worldcup2002/hi/team_pages/south_korea/newsid_2054000/2054072.stm. Läst 12 februari 2008.
2. ↑  ”Ahn agrees to stay at Perugia”. BBC Sports. 27 juni 2002. http://news.bbc.co.uk/sport3/worldcup2002/hi/team_pages/south_korea/newsid_2070000/2070756.stm. Läst 12 februari 2008.
3. ↑  ”Ahn Jung-Hwan: The journey continues”. FIFA. 12 mars 2007. Arkiverad från originalet den 16 februari 2008. https://web.archive.org/web/20080216122851/http://www.fifa.com/worldfootball/clubfootball/news/newsid=113116.html. Läst 12 februari 2008.
4. ↑  ”Blackburn cancel Korean's trial”. BBC Sports. 18 januari 2006. http://news.bbc.co.uk/sport1/hi/football/teams/b/blackburn_rovers/4618596.stm. Läst 12 februari 2008.
5. 1 2  ”Jung-hwan set to wait for Hearts”. BBC Sports. 29 maj 2006. http://news.bbc.co.uk/sport1/hi/football/teams/h/heart_of_midlothian/5003960.stm. Läst 12 februari 2008.
6. ↑  ”Ahn Jung Hwan Hat-Trick”. Youtube. 27 mars 2007. http://www.youtube.com/watch?v=8Ni4nU3IjvU. Läst 12 februari 2008.
7. ↑  ”Lee Hye-won Says Ahn Jung-hwan's Soccer Career Influenced Their Daughter's Choice of Major”. sbsstar.net. 12 april 2024. https://sbsstar.net/article/N1007609371/lee-hyewon-says-ahn-junghwans-soccer-career-influenced-their-daughters-choice-of-major. Läst 29 maj 2024.